# Puchar Króla (2009/2010)
Puchar Króla 2009/2010 – 108. edycja Pucharu Króla. Rozgrywki rozpoczęły się 22 sierpnia 2009 i zakończyły 19 maja 2010. Finał rozegrano na stadionie Camp Nou. Sevilla FC wygrała puchar po raz 5. w historii pokonując Atlético Madryt 2:0.

## Zakwalifikowane drużyny
20 drużyn z rozgrywek La Liga w sezonie 2008/2009
| - UD Almería - Athletic Bilbao - Atlético Madryt - FC Barcelona - Real Betis - Deportivo - RCD Espanyol - Getafe CF - Málaga CF - RCD Mallorca | - Numancia - CA Osasuna - Racing Santander - Real Madrid - Recreativo Huelva - Sevilla FC - Sporting Gijón - Valencia CF - Real Valladolid - Villarreal CF |

21 drużyn z rozgrywek Liga Adelante w sezonie 2008/2009 (Sevilla Atlético nie brała udziału ponieważ jest rezerwą klubu Sevilla FC):
| - Alavés - Albacete Balompié - Alicante - Castellón - Celta Vigo - Córdoba CF - SD Eibar - Elche CF - Gimnàstic - Girona FC - Hércules CF | - SD Huesca - UD Las Palmas - Levante UD - Real Murcia - Rayo Vallecano - Real Sociedad - UD Salamanca - CD Tenerife - Xerez CD - Real Saragossa |

24 drużyn z rozgrywek Segunda División B w sezonie 2008/2009. (Drużyny zakwalifikowane to pięć najlepszych drużyn z każdej z czterech grup (z wykluczeniem rezerw) i cztery z największą liczbą punktów z pozostałych drużyn):
| - Real Unión - Cultural Leonesa - SD Ponferradina - Zamora - Lemona - FC Cartagena - Lorca Deportiva - AD Alcorcón - CD Leganés - Mérida - CD Alcoyano - UE Sant Andreu | - CE Sabadell - Ontinyent CF - Gramenet - Cádiz CF - Real Jaén - Poli Ejido - Marbella - Puertollano - Atlético Ciudad* - Conquense* - Ceuta* - Melilla* |

18 drużyn z rozgrywek Tercera División w sezonie 2008/2009. (Zwycięzcy z każdej z 18 grup (bez rezerw)):
| - Compostela - Real Oviedo - Gimnástica - Lagun Onak - Reus Deportiu - Villajoyosa CF - Alcalá - Palencia - Unión Estepona | - San Roque - Sporting Mahonés - Tenisca - Caravaca - Cerro Reyes - Izarra - Logroñés - Monzón - CD Toledo |

## Pierwsza runda
Mecze rozegrano 22, 25, 26 i 27 sierpnia 2009.
AD Alcorcón, CD Alcoyano, Atlético Ciudad, Mérida, Ontinyent CF i Poli Ejido awansowały bez rozgrywania meczów.
| Drużyna 1       | Wynik         | Drużyna 2        |
| --------------- | ------------- | ---------------- |
| San Roque       | 1–2           | Melilla          |
| Villajoyosa CF  | 2–0           | Logroñés         |
| Lagun Onak      | 2–1           | Izarra           |
| Alcalá          | 0–1           | Real Oviedo      |
| Compostela      | 1–2           | Zamora           |
| Lemona          | 2–2 (2–4 kar) | Cultural Leonesa |
| Gramenet        | 0–3           | UE Sant Andreu   |
| CE Sabadell     | 2–0           | Monzón           |
| Real Jaén       | 0–1           | Unión Estepona   |
| Marbella        | 1–0           | Caravaca         |
| Alavés          | 1–1 (1–4 kar) | Palencia         |
| SD Ponferradina | 1–1 (5–4 kar) | SD Eibar         |
| CD Leganés      | 1–3           | CF Reus Deportiu |
| Puertollano     | 3–1 (dog)     | Gimnástica       |
| Tenisca         | 2–4           | Cerro Reyes      |
| Alicante        | 1–1 (5–4 kar) | Sporting Mahonés |
| Conquense       | 1–0 (dog)     | CD Toledo        |
| Lorca Deportiva | 1–2 (dog)     | Ceuta            |

## Druga Runda
Mecze rozegrano 1, 2, 3, 9 i 16 września 2009.
Recreativo Huelva awansowało bez rozgrywania meczu.
| Drużyna 1         | Wynik             | Drużyna 2        |
| ----------------- | ----------------- | ---------------- |
| Celta Vigo        | 2–1               | Real Unión       |
| Lagun Onak        | 2–1               | Cerro Reyes      |
| UE Sant Andreu    | 3–1               | Melilla          |
| Cultural Leonesa  | 4–0               | Unión Estepona   |
| Girona FC         | 1–0               | Gimnàstic        |
| Real Sociedad     | 0–2               | Rayo Vallecano   |
| Real Betis        | 1–2               | Córdoba CF       |
| Ontinyent CF      | 2–1               | Conquense        |
| AD Alcorcón       | 2–0               | Palencia         |
| Atlético Ciudad   | 3–2               | Real Oviedo      |
| CD Alcoyano       | 2–0               | Villajoyosa CF   |
| Puertollano       | 3–0               | Zamora           |
| Albacete Balompié | 0–1               | Hércules CF      |
| CE Sabadell       | 0–0 (1–3 kar)     | Marbella         |
| UD Salamanca      | 1–1 (4–3 kar)     | Castellón        |
| Levante UD        | 0–0 (3–4 kar)     | SD Huesca        |
| UD Las Palmas     | 2–1               | Cádiz CF         |
| Poli Ejido        | 0–0 (8–7 kar)     | SD Ponferradina  |
| FC Cartagena      | 3–2 (po dogrywce) | Elche CF         |
| Numancia          | 2–3               | Real Murcia      |
| Ceuta             | 2–2 (4–5 kar)     | Alicante         |
| Mérida            | 1–1 (5–4 kar)     | CF Reus Deportiu |

## Trzecia Runda
Mecze rozegrano 7 października 2009.
Real Murcia awansował bez rozgrywania meczu.
| Drużyna 1         | Wynik         | Drużyna 2        |
| ----------------- | ------------- | ---------------- |
| Lagun Onak        | 1–2           | AD Alcorcón      |
| Puertollano       | 2–1           | UE Sant Andreu   |
| UD Salamanca      | 2–0           | FC Cartagena     |
| Girona FC         | 1–3           | Celta Vigo       |
| Hércules CF       | 2–0           | SD Huesca        |
| Mérida            | 1–3           | CD Alcoyano      |
| Recreativo Huelva | 2–1           | UD Las Palmas    |
| Marbella          | 2–1           | Alicante         |
| Córdoba CF        | 0–1           | Rayo Vallecano   |
| Atlético Ciudad   | 0–0 (5–4 kar) | Poli Ejido       |
| Ontinyent CF      | 0–0 (3–5 kar) | Cultural Leonesa |

## 1/16 Finału
Pierwsze mecze rozegrano 27, 28 i 29 października, a rewanże 10, 11 i 12 listopada 2009.
| Drużyna 1         | Wynik         | Drużyna 2         |
| ----------------- | ------------- | ----------------- |
| Marbella          | 0–8           | Atlético Madrid   |
| CD Alcoyano       | 2–3           | Valencia CF       |
| Puertollano       | 1–2           | Villarreal CF     |
| Atlético Ciudad   | 3–9           | Sevilla FC        |
| AD Alcorcón       | 4–1           | Real Madrid       |
| Celta Vigo        | 3–1           | CD Tenerife       |
| Real Murcia       | 0–1           | Deportivo         |
| Xerez CD          | 1–3           | CA Osasuna        |
| Real Saragossa    | 1–1           | Málaga CF         |
| Recreativo Huelva | 2–2 (4–2 kar) | Sporting de Gijón |
| Cultural Leonesa  | 0–7           | FC Barcelona      |
| Getafe CF         | 3–1           | RCD Espanyol      |
| Real Valladolid   | 2–2           | RCD Mallorca      |
| Rayo Vallecano    | 4–2           | Athletic Bilbao   |
| UD Salamanca      | 2–4           | Racing Santander  |
| Hércules CF       | 3–1           | UD Almería        |

## 1/8 Finału
Pierwsze mecze rozegrano 5, 6 i 7 stycznia, a rewanże 12, 13 i 14 stycznia 2010.
| Drużyna 1         | Wynik | Drużyna 2        |
| ----------------- | ----- | ---------------- |
| Celta Vigo        | 2–1   | Villarreal CF    |
| AD Alcorcón       | 2–3   | Racing Santander |
| Hércules CF       | 2–2   | CA Osasuna       |
| Valencia CF       | 3–4   | Deportivo        |
| Málaga CF         | 3–6   | Getafe CF        |
| FC Barcelona      | 2–2   | Sevilla FC       |
| Rayo Vallecano    | 3–4   | RCD Mallorca     |
| Recreativo Huelva | 4–5   | Atlético Madrid  |

## Ćwierćfinał

### Pierwszy Mecz
| 20 stycznia 2010 20:00 CET | RCD Mallorca · G. Castro 90+2' | 1:2Report | Getafe CF · M. del Moral 50' · Miku 68' | ONO Estadi, Mallorca Widzów: 11 000 Sędzia: Pérez Burrull |
|                            |                                |           |                                         |                                                           |

| 20 stycznia 2010 22:00 CET | Deportivo | 0:3Report | Sevilla FC · Negredo 26' · Renato 67' · Navas 69' | Estadio Riazor, A Coruña Widzów: 14 000 Sędzia: Iturralde González |
|                            |           |           |                                                   |                                                                    |

| 21 stycznia 2010 20:00 CET | Racing Santander · Colsa 63' · Diop 84' | 2:1Report | CA Osasuna · Pandiani 88' | Estadio El Sardinero, Santander Widzów: 12 600 Sędzia: Muñiz Fernández |
|                            |                                         |           |                           |                                                                        |

| 21 stycznia 2010 22:00 CET | Atlético Madrid · Tiago 11' | 1:1Report | Celta Vigo · Trashorras 3' | Estadio Vicente Calderón, Madryt Widzów: 48 000 Sędzia: Undiano Mallenco |
|                            |                             |           |                            |                                                                          |

### Rewanż
| 27 stycznia 2010 20:00 CET | CA Osasuna | 0:3Report | Racing Santander · Xisco 6' · Henrique 23' · Canales 78' | Estadio Reyno de Navarra, Pamplona Widzów: 16 000 Sędzia: Turienzo Álvarez |
|                            |            |           |                                                          |                                                                            |

Racing Santander wygrał 5:1 w dwumeczu.
| 27 stycznia 2010 22:00 CET | Sevilla FC | 0:1Report | Deportivo · Bodipo 44' | Estadio Ramón Sánchez Pizjuán, Sewilla Widzów: 15 000 Sędzia: Teixeira Vitienes |
|                            |            |           |                        |                                                                                 |

Sevilla wygrała 3:1 w dwumeczu.
| 28 stycznia 2010 20:00 CET | Getafe CF | 0:1Report | RCD Mallorca · Aduriz 45' | Coliseum Alfonso Pérez, Getafe Widzów: 3000 Sędzia: Mejuto González |
|                            |           |           |                           |                                                                     |

Getafe 2:2 Mallorca w dwumeczu. Getafe wygrało zasadą goli na wyjeździe.
| 28 stycznia 2010 22:00 CET | Celta Vigo | 0:1Report | Atlético Madrid · Forlán 26' | Estadio Balaídos, Vigo Widzów: 30 000 Sędzia: Pérez Lasa |
|                            |            |           |                              |                                                          |

Atlético Madrid wygrało 2:1 w dwumeczu.

## Półfinał

### Pierwszy mecz
| 3 lutego 2010 22:00 CET | Sevilla FC · Fabiano 45+1' · Mario 80' (sam.) | 2:0Report | Getafe CF | Estadio Ramón Sánchez Pizjuán, Sewilla Widzów: 28 000 Sędzia: González Vázquez |
|                         |                                               |           |           |                                                                                |

| 4 lutego 2010 22:00 CET | Atlético Madrid · Simão 9' · Reyes 40' · Forlán 62' (k.), 71' (k.) | 4:0Report | Racing Santander | Estadio Vicente Calderón, Madryt Widzów: 30 000 Sędzia: Mateu Lahoz |
|                         |                                                                    |           |                  |                                                                     |

### Rewanż
| 10 lutego 2010 22:00 CET | Getafe CF · Soldado 52' | 1:0Report | Sevilla FC | Coliseum Alfonso Pérez, Getafe Widzów: 16 000 Sędzia: Iturralde González |
|                          |                         |           |            |                                                                          |

Sevilla wygrała 2:1 w dwumeczu.
| 11 lutego 2010 22:00 CET | Racing Santander · Valera 2' (sam.) · Xisco 88' · Tchité 90' | 3:2Report | Atlético Madrid · Moratón 8' (sam.) · Jurado 51' | Estadio El Sardinero, Santander Widzów: 18 000 Sędzia: Undiano Mallenco |
|                          |                                                              |           |                                                  |                                                                         |

Atlético Madrid wygrał 6:3 w dwumeczu.

## Finał
| 19 maja 2010 21:30 CET | Sevilla FC · Capel 5' · Navas 90+1' | 2:0Report | Atlético Madrid | Camp Nou, Barcelona Widzów: 93 000 Sędzia: Mejuto González |
|                        |                                     |           |                 |                                                            |

| Sevilla FC | Atlético Madryt |

|                 | 1  | Andrés Palop (c)    |     |     |
|                 | 24 | Abdoulay Konko      |     |     |
|                 | 4  | Sébastien Squillaci | 61' |     |
|                 | 14 | Julien Escudé       |     |     |
|                 | 37 | Antonio Luna        | 35' |     |
|                 | 7  | Jesús Navas         |     |     |
|                 | 8  | Didier Zokora       |     |     |
|                 | 11 | Renato              | 6'  |     |
|                 | 16 | Diego Capel         |     | 87' |
|                 | 12 | Frédéric Kanouté    | 83' |     |
|                 | 19 | Álvaro Negredo      |     | 66' |
| Zmiany:         |    |                     |     |     |
|                 | 13 | Javi Varas          |     |     |
|                 | 15 | Marius Stankevičius |     |     |
|                 | 25 | Diego Perotti       |     | 87' |
|                 | 22 | Romaric             |     | 66' |
|                 | 23 | Lolo                |     |     |
|                 | 30 | José Carlos         |     |     |
|                 | 31 | Rodri               |     |     |
| Trener:         |    |                     |     |     |
| Antonio Álvarez |    |                     |     |     |

|                       | 13 | David de Gea       |     |     |
|                       | 17 | Tomáš Ujfaluši     | 69' |     |
|                       | 21 | Luis Perea         |     |     |
|                       | 18 | Álvaro Domínguez   |     |     |
|                       | 3  | Antonio López (c)  |     |     |
|                       | 20 | Simão Sabrosa      |     | 59' |
|                       | 12 | Paulo Assunção     |     | 59' |
|                       | 5  | Tiago              |     |     |
|                       | 19 | José Antonio Reyes |     |     |
|                       | 10 | Sergio Agüero      |     |     |
|                       | 7  | Diego Forlán       |     |     |
| Zmiany:               |    |                    |     |     |
|                       | 42 | Joel Robles        |     |     |
|                       | 16 | Juanito            |     |     |
|                       | 2  | Juan Valera        |     |     |
|                       | 6  | Ignacio Camacho    |     |     |
|                       | 8  | Raúl García        |     | 59' |
|                       | 9  | José Manuel Jurado |     | 59' |
|                       | 14 | Eduardo Salvio     |     |     |
| Trener:               |    |                    |     |     |
| Quique Sánchez Flores |    |                    |     |     |

| Puchar Króla 2009–10 Zwycięzcy |
| ------------------------------ |
| Sevilla FC 5. Tytuł            |

## Klasyfikacja króla strzelców
| Goalscorers        | Goals | Team              |
| ------------------ | ----- | ----------------- |
| Maxi Rodríguez     | 5     | Atlético Madrid   |
| Borja Pérez        | 4     | AD Alcorcón       |
| Jesús Navas        | 4     | Sevilla FC        |
| Jito               | 4     | Cultural Leonesa  |
| Luís Fabiano       | 4     | Sevilla FC        |
| Roberto Soldado    | 4     | Getafe CF         |
| Roberto Trashorras | 4     | Celta Vigo        |
| Addison Alves      | 3     | Puertollano       |
| Diego Capel        | 3     | Sevilla FC        |
| Diego Forlán       | 3     | Atlético Madrid   |
| Jerónimo Barrales  | 3     | Recreativo Huelva |
| Manuel Gato        | 3     | Alicante          |
| Mohammed Tchité    | 3     | Racing Santander  |
| Nikola Žigić       | 3     | Valencia CF       |
| Pedro Rodríguez    | 3     | FC Barcelona      |
| Sergio Pachón      | 3     | Rayo Vallecano    |
| Simão Sabrosa      | 3     | Atlético Madrid   |
| Toché              | 3     | FC Cartagena      |
| Xisco              | 3     | Racing Santander  |